# Paranotoniscus ornatus
Paranotoniscus ornatus är en kräftdjursart som beskrevs av Barnard 1932. Paranotoniscus ornatus ingår i släktet Paranotoniscus och familjen Styloniscidae. Inga underarter finns listade i Catalogue of Life.